# Rentier (Person)
Ein Rentier [rɛnˈtjeː], weiblich Rentiere (von gleichbedeutend frz. rentier [ʀɑ̃ˈtje] bzw. rentière), ist eine Person, die von regelmäßigen Zahlungen aus in Aktien oder Anleihen angelegtem Kapital, der Vermietung von Immobilien oder der Verpachtung von Land lebt.
Die heute nur noch selten gebrauchte Bezeichnung „Rentier“ ähnelt inhaltlich und sprachlich dem Rentner, wobei letzterer jedoch den Großteil seines Einkommens nicht überwiegend oder ganz aus Privateinkünften bezieht, sondern in der Regel (nach deutschem Sprachgebrauch) überwiegend Zahlungen aus einer staatlichen Rentenversicherung bezieht. Ebenfalls verwandt ist in Deutschland der Pensionär, ein Beamter im Ruhestand, der keine Rente, sondern eine Pension erhält. Eine ähnliche Bedeutung wie Rentier hat der Begriff Privatier.
In der Politischen Ökonomie heißen Personen, die ein unverdientes Einkommen aus bestehenden Vermögen oder Ressourcen beziehen, Rentiers. John Stuart Mills berühmte Beschreibung von 1848 für Rentiers lautet:

„Sie werden gleichsam im Schlaf reicher, ohne arbeiten, Risiken eingehen oder sparen zu müssen. Welches Anrecht haben sie nach den allgemeinen Grundsätzen sozialer Gerechtigkeit auf diese Vermehrung von Reichtümern?“

Im mittelalterlichen Frankreich bis zur Revolution (ancien régime) gehörte das Rentier-Bürgertum zur kleinen Oberschicht, die vor allem Nutznießer der Arbeit der bäuerlichen Bevölkerung war. Die Rentiers gehörten zum wohlhabenden und eher konservativen Teil des sehr heterogenen dritten Standes und umfassten z. B. Bankiers, Grundherren und Miethausbesitzer.
Daran anschließend wurde der Begriff von Vilfredo Pareto für die Soziologie wissenschaftlich verwandt (siehe Residuum) und kritisch im Kontext von sogenannten Rentierstaaten gebraucht.
In der Literatur und im Theater wurde der Begriff Ende des 19. bis Anfang des 20. Jahrhunderts zur Charakterisierung benutzt: Gerhart Hauptmann lässt in seinem Drama Der Biberpelz den Rentier Krüger auftreten, Frank Wedekind in seinem 1891 erschienenen Drama Frühlings Erwachen den Rentier Stiefel, Johann Strauss in seiner 1874 uraufgeführten Operette Die Fledermaus den Rentier Eisenstein, Ludwig Thoma in seinem satirischen Lustspiel Moral den Rentier Beermann.
Andrew Sayer konstatiert eine Rückkehr des Rentiers in den letzten 40 Jahren. Als Beispiele nennt er Liliane Bettencourt, Erbin des Kosmetikriesen L’Oréal, die nicht einen Tag in ihrem Leben gearbeitet hat und deren Vermögen, zwischen 1990 und 2010, von 2 Milliarden Dollar auf 25 Milliarden Dollar angewachsen ist, oder den Duke of Westminster, einen der größten Bodenbesitzer und die achtreichste Person Großbritanniens. Sayer zählt auch die arbeitenden Reichen (working rich), deren Machtpositionen es erlauben, den im eigenen Unternehmen oder anderswo produzierten Reichtum abzuschöpfen, zu den Rentiers.